# Монголия на зимних Олимпийских играх 2006
Монголия принимала участие в Зимних Олимпийских играх 2006 года в Турине (Италия) в одиннадцатый раз за свою историю, но не завоевала ни одной медали. Сборную страны представляли один мужчина и одна женщина.

## Лыжные гонки
Дистанция
| Спортсмен                | Соревнование                          | Итог    | Итог  |
| Спортсмен                | Соревнование                          | Время   | Место |
| ------------------------ | ------------------------------------- | ------- | ----- |
| Хурэлбаатарын Хаш-Эрдэнэ | Индивидуальная гонка на 15 километров | 48:47.2 | 85    |
| Эрдэнэ-Очирын Очирсурэн  | Индивидуальная гонка на 10 километров | 36:40.1 | 68    |